# Kemiriombo (Kaliwiro)
Kemiriombo is een bestuurslaag in het regentschap Wonosobo van de provincie Midden-Java, Indonesië. Kemiriombo telt 2872 inwoners (volkstelling 2010).